# Kecamatan Tinombo
Kecamatan Tinombo är ett distrikt i Indonesien.   Det ligger i provinsen Sulawesi Tengah, i den norra delen av landet, 1 600 km öster om huvudstaden Jakarta.